# ウンコヴィツェ
座標: 北緯49度1分5秒 東経16度35分35秒 / 北緯49.01806度 東経16.59306度

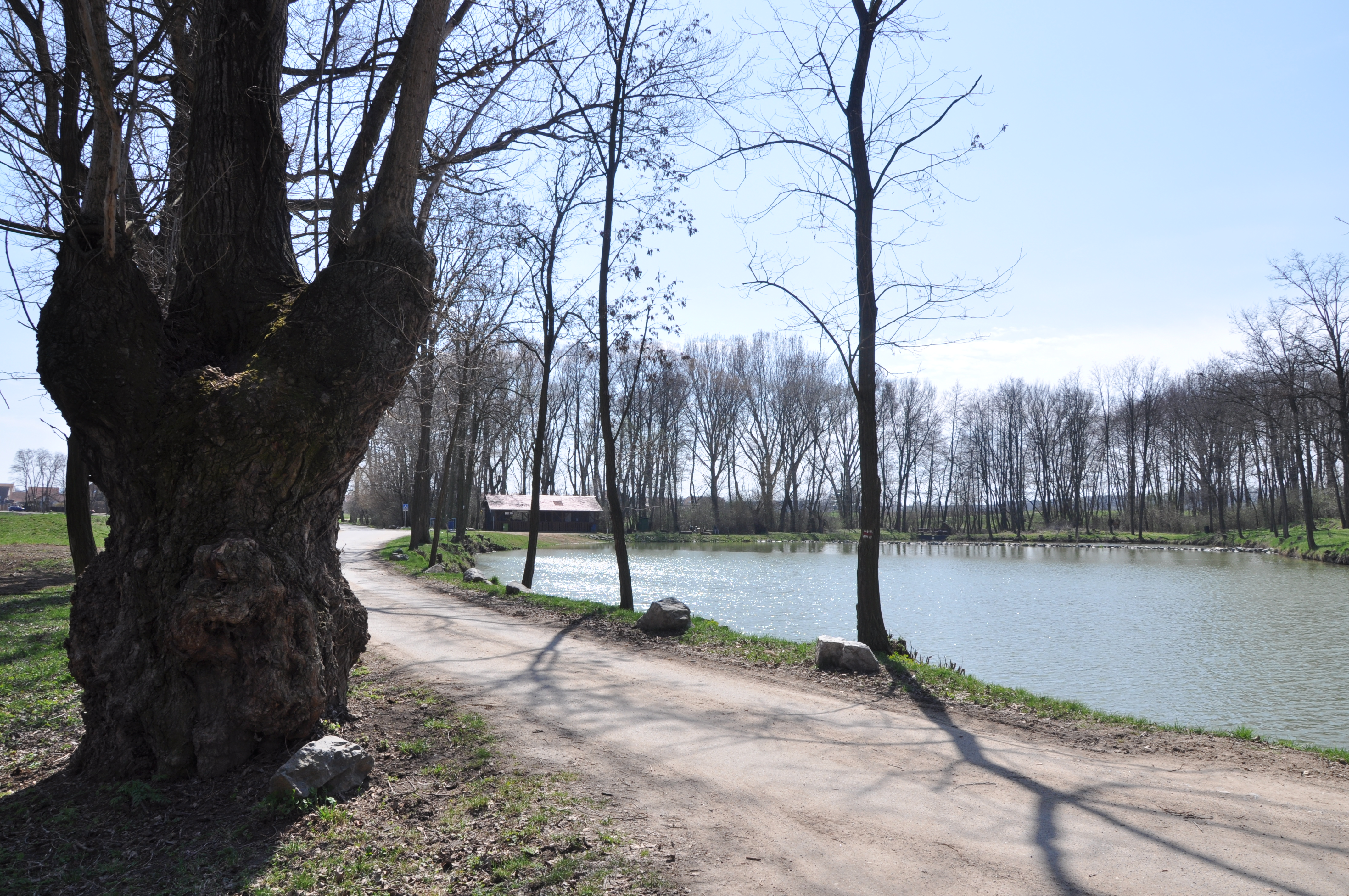
ウンコヴィツェの池

ウンコヴィツェ (Unkovice) はチェコ南部の村。
南モラヴィア州ブルノ・ヴェンコフ郡に属し、ディイェ・スヴラトカ谷のスヴラトカ川沿いに位置する。
近年、ウンコヴィツェの都市機能は隣接するジャブチツェと一体化している。人口はおよそ700人。
ウンコヴィツェはワインの産地として知られ、ヴェルコパヴロヴィツカー・ワイン産地に属する。

## 交通情報
最寄駅はチェコ鉄道ハヴリーチクーフ・ブロド - クーティ線ジャブチツェ駅である。ジャブチツェ駅の東側出口よりウンコヴィツカー通りまでは750mほど。ウンコヴィツェ村役場までは2㎞弱である。ジャブチツェ駅は普通列車のみの停車駅であり、プラハ方面から優等列車に乗車する場合はブルノ本駅での乗り換えが必要になる。